# Tour Fiesta en la Azotea
Tour Fiesta en la Azotea fue la primera gira de conciertos de la cantante mexicana Belinda como solista para promocionar su álbum homónimo debut, Belinda, y una de las más exitosas para una cantante pop en el mundo, con ganancias que superaban los 30 millones de dólares. La gira inició en enero del 2004 y en el año 2005 la cantante se afilió con Coca-Cola para presentar una serie de conciertos por toda la república mexicana junto con otros artistas. Además, promocionó el disco en países como Colombia y Chile, en este último participó y promocionó su sencillo "Lo Siento" en una novela juvenil y en Mekano.

## Información
Este tour fue una serie de conciertos que la cantante presentó por varios países de América Latina entre el 2004 y 2005.
En el repertorio de la gira, Belinda interpretó canciones tantos de sus tres telenovelas infantiles Amigos x siempre, Aventuras en el tiempo y Cómplices al rescate, hasta de su disco debut.
La gira fue un espectáculo que estuvo acompañado de videos humorísticos que se presentaban en las pantallas gigantes, en los que Belinda interpretaba distintos personajes junto a su hermano Nachito, también se mostraban imágenes de caricatura y hasta las letras de algunas de sus canciones. Además contó con efectos pirotécnicos, una fogata, una escenografía que recreaba una azotea, distintas rutinas de baile con nueve bailarines contando con ritmos de reguetón, pop, rock, rap y flamenco.
La gira fue llevada por toda la República Mexicana y distintos países de Centroamérica y Sudamérica, donde logró varios éxitos y récords. Rompió récords de asistencias al tener más de un millón 800 mil personas que presenciaron su show. En Venezuela tuvo un total de 12 presentaciones, y en México más de 120 presentaciones por todo el país, y además en el Auditorio Nacional logró un récord de 12 presentaciones. En el Zócalo de la Ciudad de México logró reunir a más de 125 mil personas.
De sus presentaciones en el Auditorio Nacional, se grabó un DVD al que tituló Fiesta en la Azotea: en vivo desde el Auditorio Nacional, que salió a la venta en febrero de 2005.

## Canciones
1. Niña de ayer
2. Superstar
3. Vivir
4. Sin dolor
5. No entiendo
6. Lazos
7. Aventuras en el tiempo
8. Lo puedo lograr
9. Amigos x siempre
10. El baile del sapito
11. Boba niña nice
12. De niña a mujer
13. Cómplices al rescate
14. Ángel
15. ¿Dónde iré yo?
16. Be Free
17. Lo siento
18. Muriendo lento

En algunos lugares cantó el tema «My Heart Will Go On» de la película Titanic y en el concierto del Zócalo interpretó «No entiendo» y «Princesa» de su álbum Belinda y en el concierto del Zócalo las canciones fueron cambiadas de orden.

## Fechas
| Caribe                   |                              |                      |                                      |               |
| 31 de enero de 2004      | Bayamón                      | Puerto Rico          | Coliseo Rubén Rodríguez              |               |
| 1 de febrero de 2004     | Bayamón                      | Puerto Rico          | Coliseo Rubén Rodríguez              |               |
| Latinoamérica            |                              |                      |                                      |               |
| 24 de febrero de 2004    | Mazatlán                     | México               | Estadio Teodoro Mariscal             |               |
| 27 de febrero de 2004    | Ciudad de México             | México               | Teatro Metropólitan                  | 2,202 / 2,202 |
| 28 de febrero de 2004    | Ciudad de México             | México               | Teatro Metropólitan                  | [ 7 ]         |
| 5 de marzo de 2004       | Ciudad de México             | México               | Teatro Metropólitan                  | 2,202 / 2,202 |
| 6 de marzo de 2004       | Ciudad de México             | México               | Teatro Metropólitan                  | 2,202 / 2,202 |
| 30 de abril de 2004      | Guadalajara                  | México               | Plaza de toros                       |               |
| 21 de mayo de 2004       | Puebla                       | México               | Centro Expositor                     |               |
| 28 de mayo de 2004       | Ciudad de México             | México               | Concierto EXA.FM                     | Festival      |
| 29 de mayo de 2004       | Acapulco                     | México               | Festival Acapulco                    | Festival      |
| 12 de junio de 2004      | Toluca                       | México               | Teatro del Pueblo                    |               |
| 13 de junio de 2004      | Pachuca                      | México               | Teatro del Pueblo                    |               |
| 18 de junio de 2004      | Mexicali                     | México               | Plaza de toros                       |               |
| 19 de junio de 2004      | Tijuana                      | México               | Auditorio Municipal                  |               |
| 20 de junio de 2004      | Guadalajara                  | México               | Auditorio Telmex                     |               |
| 24 de junio de 2004      | Monterrey                    | México               | Auditorio Banamex                    |               |
| 21 de julio de 2004      | Ciudad de Guatemala          | Guatemala            | Forum Mundo E                        |               |
| 23 de julio de 2004      | Ciudad de Panamá             | Panamá               | Teatro Anayansi                      |               |
| Europa                   |                              |                      |                                      |               |
| 15 de agosto de 2004     | Madrid                       | España               | Evento 40 Principales                | Festival      |
| 16 de agosto de 2004     | Bilbao                       | España               | Evento 40 Principales                | Festival      |
| 17 de agosto de 2004     | San Sebastián                | España               | Evento 40 Principales                | Festival      |
| 20 de agosto de 2004     | Lisboa                       | Portugal             | Convento do Beato                    |               |
| Latinoamérica            |                              |                      |                                      |               |
| 3 de septiembre de 2004  | Ciudad de México             | México               | Auditorio Nacional                   | 50,000        |
| 3 de septiembre de 2004  | Ciudad de México             | México               | Auditorio Nacional                   | 50,000        |
| 4 de septiembre de 2004  | Ciudad de México             | México               | Auditorio Nacional                   | 50,000        |
| 4 de septiembre de 2004  | Ciudad de México             | México               | Auditorio Nacional                   | 50,000        |
| 2 de octubre de 2004     | Ciudad de México             | México               | Auditorio Nacional                   | 50,000        |
| 29 de octubre de 2004    | Ciudad de Panamá             | Panamá               | Teatro Anayansi                      |               |
| 31 de octubre de 2004    | Heredia                      | Costa Rica           | Palacio de los Deportes              |               |
| 7 de noviembre de 2004   | San Salvador                 | El Salvador          | CIFCO                                |               |
| 12 de noviembre de 2004  | Oaxaca                       | México               | Auditorio Guelaguetza                |               |
| 17 de noviembre de 2004  | Aguascalientes               | México               | Plaza de toros La Monumental         |               |
| 25 de noviembre de 2004  | Saltillo                     | México               | Parque Las Maravillas                |               |
| 26 de noviembre de 2004  | Torreón                      | México               | Estadio Revolución                   |               |
| Sudamérica               |                              |                      |                                      |               |
| 4 de diciembre de 2004   | Valencia                     | Venezuela            | Forum de Valencia                    |               |
| 4 de diciembre de 2004   | Valencia                     | Venezuela            | Forum de Valencia                    |               |
| 5 de diciembre de 2004   | Caracas                      | Venezuela            | Poliedro de Caracas                  |               |
| 5 de diciembre de 2004   | Caracas                      | Venezuela            | Poliedro de Caracas                  |               |
| Norteamérica             |                              |                      |                                      |               |
| 11 de diciembre de 2004  | Ciudad de México             | México               | Basílica de Santa María de Guadalupe |               |
| 7 de enero de 2005       | Ciudad de México             | México               | Auditorio Nacional                   | 60,000        |
| 8 de enero de 2005       | Ciudad de México             | México               | Auditorio Nacional                   | 60,000        |
| 9 de enero de 2005       | Ciudad de México             | México               | Auditorio Nacional                   | 60,000        |
| 22 de enero de 2005      | Ciudad de México             | México               | Auditorio Nacional                   | 60,000        |
| 23 de enero de 2005      | Ciudad de México             | México               | Auditorio Nacional                   | 60,000        |
| 24 de enero de 2005      | Ciudad de México             | México               | Auditorio Nacional                   | 60,000        |
| Sudamérica               |                              |                      |                                      |               |
| 5 de marzo de 2005       | Caracas                      | Venezuela            | Teatro Teresa Carreño                | 7,500         |
| 5 de marzo de 2005       | Caracas                      | Venezuela            | Teatro Teresa Carreño                | 7,500         |
| 6 de marzo de 2005       | Caracas                      | Venezuela            | Teatro Teresa Carreño                | 7,500         |
| 7 de marzo de 2005       | Caracas                      | Venezuela            | Teatro Teresa Carreño                | 7,500         |
| 11 de marzo de 2005      | San CristóbalSan Cristóbal]] | Venezuela            | Plaza de toros                       |               |
| 13 de marzo de 2005      | Maracaibo                    | Venezuela            | Palacio de Eventos                   |               |
| Latinoamérica            |                              |                      |                                      |               |
| 19 de marzo de 2005      | Plaza de la Constitución     | México               | El Zócalo                            | 120,000       |
| 16 de abril de 2005      | Santo Domingo                | República Dominicana | Teatro La Fiesta                     |               |
| 27 de abril de 2005      | Reynosa                      | México               | Estadio Adolfo López Mateos          |               |
| 30 de abril de 2005      | Villahermosa                 | México               | Plaza de toros                       |               |
| 21 de mayo de 2005       | Ciudad Obregón               | México               | Estadio Tomás Oroz Gaytán            |               |
| 22 de mayo de 2005       | Tuxtla Gutiérrez             | México               | Estadio Víctor Manuel Reyna          |               |
| 2 de junio de 2005       | Oaxaca                       | México               | Unidad Deportiva                     |               |
| 5 de junio de 2005       | Puebla de Zaragoza           | México               | Parque Valle Fantástico              |               |
| 9 de junio de 2005       | Chilpancingo                 | México               | Unidad Deportiva Vicente Guerrero    |               |
| 11 de junio de 2005      | Pachuca                      | México               | Lienzo Charro                        |               |
| 12 de junio de 2005      | Nezahualcóyotl               | México               | Estadio Neza 86                      |               |
| 16 de junio de 2005      | Toluca                       | México               | Estadio Nemesio Díez                 |               |
| 18 de junio de 2005      | Martínez de la Torre         | México               | Teatro del Pueblo                    |               |
| 19 de junio de 2005      | Colima                       | México               | Mega Palenque de Villa Álvarez       |               |
| 23 de junio de 2005      | Morelia                      | México               | Estadio Morelos                      |               |
| 26 de junio de 2005      | León                         | México               | Explanada de la Feria                |               |
| 30 de junio de 2005      | San Luis Potosí              | México               | Teatro del Pueblo                    |               |
| 3 de julio de 2005       | Tampico                      | México               | Terrenos de la Feria                 |               |
| 7 de julio de 2005       | Saltillo                     | México               | Estadio Francisco I. Madero          |               |
| 8 de julio de 2005       | Rosario                      | México               | Teatro del Pueblo                    |               |
| 9 de julio de 2005       | Ensenada                     | México               | Estadio Antonio Palacios             |               |
| 10 de julio de 2005      | Gómez Palacio                | México               | Expo Feria                           |               |
| 14 de julio de 2005      | Durango                      | México               | Estadio Francisco Villa              |               |
| 17 de julio de 2005      | Chihuahua                    | México               | Estadio Monumental Chihuahua         |               |
| 22 de julio de 2005      | Ciudad Juárez                | México               | Estadio Olímpico                     |               |
| 28 de agosto de 2005     | Coatzacoalcos                | México               | Macroplaza de la Expoferia           |               |
| 2 de septiembre de 2005  | Tijuana                      | México               | Teatro del Pueblo                    |               |
| 5 de septiembre de 2005  | Hermosillo                   | México               | Teatro Al Aire Libre La Sauceda      |               |
| 10 de septiembre de 2005 | Cancún                       | México               | Plaza de toros                       |               |
| 24 de septiembre de 2005 | Xalapa                       | México               | Parque Deportivo Colón               |               |
| 1 de octubre de 2005     | Mexicali                     | México               | Isla de las Estrellas                |               |